# Belica (obwód Gabrowo)
Belica (bułg. Белица) – wieś w środkowej Bułgarii, w obwodzie Gabrowo, w gminie Trjawna. Według danych Narodowego Instytutu Statystycznego, 31 grudnia 2011 roku wieś liczyła 34 mieszkańców.

## Położenie
Belica znajduje się w Predbałkanie, w Trjawenskiej płaninie. Znajduje się 12 km od Trjawny. Niedaleko płynie rzeka Belica. Przez wieś biegnie droga łącząca Gabrowo z przełęczą Republiki.

## Środowisko naturalne

### Klimat
Klimat jest suchy, umiarkowany kontynentalny. Wiośnie towarzyszą późne przymrozki, a zimą jest bardzo mroźno. Lato jest ciepłe oraz jesień długa i ciepła.

### Przyroda
Charakterystyczne rosnące drzewa to buk, dąb, grab i leszczyna.